# 郝慰民
郝慰民（Dr. Wei-Min Hao，1953年4月7日—），著名美国華裔大氣化學科學家，現服務於美國農業部，聯合國的政府間氣候變化專門委員會（IPCC）成員，該會曾於2007年獲得諾貝爾和平獎。其父親是中央研究院院士郝履成，也是輔大化學系傑出校友。

## 簡歷
郝慰民1972年畢業於臺北市立建國高級中學，是輔仁大學化學系學士、麻省理工學院碩士、哈佛大學大氣化學博士，曾在萊茵河畔美因茲城的德國國家科學院服務。
1991年，返回美國，進入美國農業部林務局，被派到米蘇拉實驗室工作。
1994年，成為聯合國的政府間氣候變化專門委員會（Intergovernmental Panel on Climate Change，簡稱）成員。 同年由 IPCC 發表首份氣候變遷報告的主要撰稿人，這份報告他負責洛磯山氣候變遷的監測任務，是科學界最早發表的溫室效應報告之一。
2007年，IPCC因郝慰民參與的相關工作，獲得諾貝爾和平獎。